# Jonnie Irwin
Pour les articles homonymes, voir Irwin.
Jonathan James Irwin, dit Jonnie Irvin, né le 18 novembre 1973 à Bitteswell (Leicestershire, Angleterre) et mort le 2 février 2024 à Newcastle upon Tyne (Angleterre), est un présentateur de télévision britannique, également écrivain, conférencier, et expert en affaires immobilières.

## Biographie
Jonathan James Irwin a des origines irlandaises

### Carrière
Jonnie Irvin travaille pour les spécialistes du transfert d'entreprises Christie & Co, et ensuite pour Colliers International.
En 2004, Jonnie Irwin est sélectionné parmi des centaines de candidats avec la coprésentatrice Jasmine Harman pour présenter l'émission  de Channel 4 A Place in the Sun – Home or Away,, et a filmé plus de 200 épisodes en Grande-Bretagne. Irwin a accusé les producteurs de A Place in the Sun de l'avoir supprimé de son poste de présentateur après 18 ans en raison d'un diagnostic de cancer, laissant son humeur « vraiment basse ».
En janvier 2011, Sky 1 diffuse la propre émission de Jonnie Irwin intitulée Dream Lives for Sale, qui l'a vu aider les gens à laisser derrière eux leur vie au Royaume-Uni et à acheter une entreprise.
Jonnie Irwin écrit une chronique régulière pour le magazine A Place in the Sun . Il apparaît à A Place in the Sun Live  pour donner des présentations sur ses conseils pour acheter une propriété à l'étranger. Irwin organise également régulièrement des séminaires et des événements d'entreprise.

### Vie privée
Jonnie Irwin est un sportif passionné. Il a joué au rugby pour le Lutterworth RFC puis pour le Rugby Lions RFC, jusqu'à un accident dans un tournoi à sept au cours duquel il s'est cassé le dos et a ensuite pris sa retraite.
Jonnie Irwin a épousé Jessica Holmes en septembre 2016. Ensemble, ils ont trois fils : Rex, né en 2018, et des jumeaux, Rafa et Cormac, nés en 2020. Lui et sa famille ont déménagé à Berkhamsted dans le Hertfordshire en 2018, puis dans la région de Newcastle upon Tyne.

#### Santé et maladie
En novembre 2022, Jonnie Irwin a annoncé qu'il souffrait d'un cancer du poumon en phase terminale,, après avoir été diagnostiqué en 2020,. Dans une interview avec Hello! , Irwin a déclaré : « Je ne sais pas combien de temps j'ai devant moi, mais j'essaie de rester positif et mon attitude est que je vis avec le cancer et non en meurs. Je fixe de petits objectifs – des choses que je veux côtoyer, pour [...] faire tout ce que je peux pour garder ce temps le plus longtemps possible. Je le dois à Jess et à nos enfants. Certaines personnes dans ma position ont des listes de choses à faire, mais je veux juste faire tout ce que nous pouvons en famille, ».